# Duizend zonnen
Duizend zonnen is een muurschildering in Amsterdam-Centrum.
De kunstenaar Roland Schimmel is begin 21e eeuw bekend vanwege kleine en grote schilderijen, die voornamelijk uit een mistig wit vlak bestaan, waarin hij cirkels intekent in de kleuren van de regenboog, die scherp afsteken tegen de achtergrond. 
Voor dit huizenhoge schilderwerk koos de kunstenaar voor een vijftal zeer donker gekleurde cirkels van verschillende grootte in omringende pasteltinten. Die donkere cirkels zijn de blikvangers van het schilderij, maar lijken daarbij diepte te hebben in het omringende grijsblauwe vlak. Doordat er ook lichtere cirkels te zien zijn dwalen de ogen af, waardoor het nabeeldeffect ontstaat, wat door de wijze van kleurschakering nog verstrekt wordt. Door de randen meer blauwtinten mee te geven, lijkt het schilderij bij bepaalde weertypen op te gaan in de Hollandse luchten.  
De muurschildering is te zien op de linker zijgevel van Vinkenstraat 102, waarnaast door sloop een gat in de bebouwing is ontstaan, de nummering start pas weer bij 110, dat nieuwbouw is. Tussen beide gebouwen is een open terrein ontstaan waar twee kinderspeelplaatsen zijn aangelegd.   
De opdrachtgever is woningstichting De Key, die hier in de buurt grootscheeps renovatiewerk verrichtte.